# خونین د لس آند
خونین د لس آند (به اسپانیایی: Junín de los Andes) یک منطقهٔ مسکونی در آرژانتین است که در Huiliches Department واقع شده‌است. خونین د لس آند ۱۰٬۳۰۲ نفر جمعیت دارد و ۹۰۲ متر بالاتر از سطح دریا واقع شده‌است.